# Ali Babaji Dżafari
Ali Babaji Dżafari (pers.  علی بابايي جعفری) – irański zapaśnik w stylu wolnym. Brązowy medalista mistrzostw Azji w 2001 roku.